# Mästerdetektiven Sherlock Gnomes
Mästerdetektiven Sherlock Gnomes, engelska Sherlock Gnomes, är en animerad barnfilm från 2018 i regi av John Stevenson. Baserad på karaktären Sherlock Holmes skapad av Sir Arthur Conan Doyle, är det en uppföljare till Gnomeo & Julia (2011). Huvudrollsinnehavarna återupptar alla sina roller från den första filmen inklusive James McAvoy, Emily Blunt, Maggie Smith, Michael Caine, Ashley Jensen, Matt Lucas, Stephen Merchant, Ozzy Osbourne, bland andra, tillsammans med nya röstbesättningsmedlemmar inklusive Chiwetel Ejiofor, Mary J . Blige, Jamie Demetriou, Johnny Depp, bland andra. Animationen tillhandahålls av Mikros Image och Reel FX Creative Studios.

## Rollista
| Roll         | Skådespelare     | Svensk röst              |
| ------------ | ---------------- | ------------------------ |
| Sherlock     | Johnny Depp      | Andreas Rothlin Svensson |
| Julia        | Emily Blunt      | Liv Mjönes               |
| Gnomeo       | James McAvoy     | Aksel Morisse            |
| Watson       | Chiwetel Ejiofor | Johan H:son Kjellgren    |
| Moriarty     | Jamie Demetriou  | Johan Samuelsson         |
| Benny        | Matt Lucas       | Tobias Persson           |
| Ronnie       | Javone Prince    | Sanjin Kljucanin         |
| Nanette      | Ashley Jensen    | Christine Meltzer        |
| Lilltomte    | Kelly Asbury     | Jesper Adefelt           |
| Reggie       | Dexter Fletcher  | Rafael Pettersson        |
| Irén         | Mary J. Blige    | Sharon Dyall             |
| Paris        | Stephen Merchant | Kim Sulocki              |
| Lady Blåberg | Maggie Smith     | Astrid Assefa            |
| Mankini      | Julio Bonet      | Rolf Lydahl              |
| Lord Rödlund | Michael Caine    | Torsten Wahlund          |